# 大久保忠明
大久保 忠明（おおくぼ ただあきら）は、江戸時代前期から中期の旗本。曾祖父石川忠総の出自である大久保姓を名乗るが、3代総朋の代で石川姓に復した。伊勢神戸藩（後に常陸下館藩）支族である忠明系石川家（大久保家）は明治維新まで旗本家として続いた。

## 生涯
延宝2年（1674年）伊勢亀山藩石川家支藩2代（伊勢神戸藩2代）石川総良の次男として誕生した。父死去後、貞享2年9月2日（1685年9月29日）兄総茂から父の遺領の内より河内国石川郡・古市郡で3千石の分与を受け、旗本寄合席に列した。同月21日（10月18日）将軍徳川綱吉に拝謁した。桐間番、御小姓、中奥御小姓を勤め、元禄5年10月2日（1692年11月9日）死去した。父総良の従弟にあたる石川総昌の次男総比が家督を継いだ。
なお、河内の領国支配のため石川郡東山村（現大阪府南河内郡河南町東山）に陣屋（東山陣屋）が設けられた。